# Menexenus obtuselobatus
Menexenus obtuselobatus är en insektsart som beskrevs av Brunner von Wattenwyl 1907. Menexenus obtuselobatus ingår i släktet Menexenus och familjen Phasmatidae. Inga underarter finns listade i Catalogue of Life.